# Billy Eichner
Billy Eichner (Nova Iorque, 18 de setembro de 1978) é um ator, produtor e escritor norte-americano, notório por sua participação na sitcom Parks and Recreation (2013–2015).

## Biografia
Eichner nasceu em Nova Iorque, Estados Unidos. Ele é judeu. O ator graduou-se no ensino médio na Stuyvesant High School em 1996.

## Vida pessoal
Eichner é abertamente homossexual.

## Filmografia

### Cinema
| Ano  | Título                             | Papel                 | Notas          |
| ---- | ---------------------------------- | --------------------- | -------------- |
| 2008 | What Happens in Vegas              | Líder da banda        |                |
| 2010 | The Charlie Sheen Is Too Damn High | Timmy McMillan        | Curta-metragem |
| 2013 | Glitter and Ribs                   | Taylor Swift          | Curta-metragem |
| 2014 | Penguins of Madagascar             | Repórter de Nova York |                |
| 2015 | Sleeping with Other People         | Palestrante da SLAA   |                |
| 2016 | Neighbors 2: Sorority Rising       | Oliver Studebaker     |                |
| 2016 | The Angry Birds Movie              | Chefe Pig / Phillip   |                |
| 2018 | Most Likely to Murder              | Speigel               |                |
| 2019 | The Lion King                      | Timão                 |                |
| 2019 | Noelle                             | Gabriel Kringle       |                |
| 2022 | Bros                               | Bobby                 |                |
| 2024 | Mufasa: The Lion King              | Timão                 |                |
| 2025 | Honey Don't                        | Sr. Siegfried         |                |

### Televisão
| Ano       | Título                            | Papel                        | Notas                                      |
| --------- | --------------------------------- | ---------------------------- | ------------------------------------------ |
| 2013–2023 | Bob's Burgers                     | Sr. Ambrose                  | 14 episódios                               |
| 2013–2015 | Parks and Recreation              | Craig Middlebrooks           | 17 episódios                               |
| 2014      | The Millers                       | Leon                         | Episódio: "Movin' Out (Carol's Song)"      |
| 2014      | New Girl                          | Barry                        | Episódio: "LAXmas"                         |
| 2015–2017 | Difficult People                  | Billy Epstein                | 28 episódios                               |
| 2016      | Unbreakable Kimmy Schmidt         | Ele mesmo                    | Episódio: "Kimmy Meets a Drunk Lady!"      |
| 2016      | Hairspray Live!                   | Rob Barker                   | Telefilme                                  |
| 2017–2019 | Friends from College              | Felix                        | 8 episódios                                |
| 2017      | American Horror Story: Cult       | Harrison Wilton / Tex Watson | 7 episódios                                |
| 2018      | American Horror Story: Apocalypse | Brock / Mutt Nutter          | 5 episódios                                |
| 2018-2023 | The Simpsons                      | Ele mesmo                    | 2 episódios                                |
| 2018      | Family Guy                        | Ele mesmo                    | Episódio: "Pawtucket Pete"                 |
| 2019      | Green Eggs and Ham                | Bigman                       | Episódio: "Boat"                           |
| 2021      | Impeachment: American Crime Story | Matt Drudge                  | 3 episódios                                |
| 2021      | Dickinson                         | Walt Whitman                 | Episódio: "This is my letter to the World" |
| 2026      | The Beauty                        |                              |                                            |

## Prêmios e nomeações
| Lista de prêmios e indicações | Lista de prêmios e indicações | Lista de prêmios e indicações                              | Lista de prêmios e indicações      | Lista de prêmios e indicações | Lista de prêmios e indicações |
| Ano                           | Premiação                     | Categoria                                                  | Obra                               | Resultado                     | R.                            |
| ----------------------------- | ----------------------------- | ---------------------------------------------------------- | ---------------------------------- | ----------------------------- | ----------------------------- |
| 2013                          | Daytime Emmy Awards           | Outstanding Game Show Host                                 | Funny or Die's Billy on the Street | Indicado                      | [ 7 ]                         |
| 2016                          | Dorian Award                  | Wilde Wit of the Year                                      | Billy Eichner                      | Indicado                      | [ 7 ]                         |
| 2015                          | Primetime Emmy Awards         | Outstanding Short-Format Live-Action Entertainment Program | Funny or Die's Billy on the Street | Indicado                      | [ 7 ]                         |
| 2017                          | Primetime Emmy Awards         | Outstanding Variety Skecth Series                          | Funny or Die's Billy on the Street | Indicado                      | [ 7 ]                         |